# 浪浪山小妖怪
《浪浪山小妖怪》，前稱《小妖怪的夏天：从前有座浪浪山》，是一部2025年中国大陆动画喜剧奇幻电影，網路動畫劇集《中国奇谭》單集〈小妖怪的夏天〉的衍生电影。《浪浪山小妖怪》的故事改編自《西游记》，取经的主角变成了小猪妖，蛤蟆精、黄鼠狼精、猩猩怪。影片于2025年8月2日在中国大陆的电影院上映。

## 制作
影片监制陈廖宇称，在创作《中国奇谭》时，就有把其中部分故事做成长片的计划。在於水导演在做短片的同时，《中国奇谭》的制片人崔威就让他推进长片电影的制作。电影《浪浪山小妖怪》与短片《小妖怪的夏天》是平行关系，共用一套世界观和人物性格。电影的喜剧色彩比短片更浓厚。
本片以《西游记》的故事作为背景，但本质是一个现实主义的故事。在视觉呈现上，导演的画风受到连环画的影响。制作团队尝试融合传统水墨意境与西方透视技法。在长篇制作中，制作团队建立了工业化流程，在保证风格统一性的前提下完成了大规模背景画面制作。
人物设计上，作者将新设定的4个主要人物，与真正的唐僧师徒4人也形成性格对比，由此增加了戏剧性。导演想找到比兔子还草根的动物作为主角。他觉得蛤蟆有一点像人，所以让他来扮演唐僧，而不是短片里人气很高的乌鸦。此外，在四人组主角中，还要有两个人伪装得更像师徒四人一些，所以除了短片中已有的小猪妖，还新设计了猩猩怪这个角色。

## 反響及評價
2025年8月12日，電影上映10天內，票房達到5.74億人民幣，超越《大鱼海棠》票房記錄，成為中國大陸國產二維動畫電影票房冠軍。8月15日，票房超過8億人民幣，同時超越《铃芽之旅》票房記錄，成為中國大陸二維動畫電影票房冠軍。
同年8月10日，小红书舉行《浪浪山小妖怪》观影活动，邀请傅首尔与苏敏参与。活動中兩人對電影的解讀引起爭議，網民在電影的豆瓣頁面展開負評轟炸。截止8月17日，電影在豆瓣评分從9.8分（10分滿分）下降到8.9分。《川观新闻》評論事件，提到電影對猪妈妈形象的塑造是「传统家庭伦理的温情载体」，也是引發觀眾共鳴的內容。傅首尔与苏敏對角色的解讀過於片面，導致觀眾的「抵触」。

## 音乐
《浪浪山小妖怪》的主题曲《重如尘埃》由歌手黄子弘凡演唱。